# 4-hexylresorcinol
4-hexylresorcinol of 4-hexyl-benzeen-1,3-diol is een organische verbinding met als brutoformule C12H18O2. De stof komt voor als een wit poeder, dat zeer slecht oplosbaar is in water, maar goed oplosbaar in di-ethylether en aceton.
4-hexylresorcinol wordt toegevoegd aan bepaalde geneesmiddelen voor uitwendig gebruik als antiseptisch middel. Het is ook een alternatief voor sulfiet om de bruinkleuring (melanose) van garnalen en andere schaaldieren tegen te gaan. Voor deze toepassing is 4-hexylresorcinol in de Europese Unie sedert juli 2006 toegelaten als voedingsadditief met het E-nummer E586. Het restgehalte aan 4-hexylresorcinol in het vlees van de schaaldieren mag niet meer zijn dan 2 mg/kg.